# Centro Deportivo Sima
El Centro Deportivo Sima es un club de fútbol del Perú, del distrito del Callao en la Provincia Constitucional del Callao. Fue fundado en 1961 y actualmente participa en la Copa Perú.

## Historia
El Centro Deportivo Sima fue fundado en el Callao el 1 de junio de 1961, por trabajadores del centro de Servicios Industriales de la Marina. En 1967 logró el título de la Liga Amateur del Callao clasificando al cuadrangular Interligas ante los campeones de Lima, San Isidro y Balnearios: Estudiantes San Roberto, Deportivo Nacional y Huascar Barranco, respectivamente. Tras ganar el cuadrangular obtuvo el ascenso a la Segunda División de 1968 donde terminó en el cuarto puesto. 
Fue campeón de la Segunda de 1969 logrando el ascenso a la Primera División. Pero en el Descentralizado 1970 terminó en penúltimo lugar por lo cual regresó a Segunda. Con Alfonso Huapaya como entrenador volvió a campeonar en la Segunda División 1971 obteniendo un nuevo ascenso a Primera. 
En el Descentralizado 1972 finalizó en noveno lugar mientras que en el Descentralizado 1973 terminó en el último puesto perdiendo nuevamente la categoría. Como en ese año fue desactivada la Segunda División tuvo que regresar a su liga de origen. Al año siguiente ganó la Liga del Callao clasificando a la Etapa Regional de la Copa Perú 1975 donde, tras superar dos etapas, el cuadro dirigido por Jorge Chávez Fernández llegó hasta la liguilla final en la cual terminó en cuarto lugar.
Participó nuevamente en una Regional de Copa Perú en 1979 y 1983 sin lograr superar esa etapa. En la Copa Perú 2006 volvió a clasificar a la Regional pero fue eliminado por Jesús del Valle, misma instancia donde cayó ante Intimo Cablevisión en la Copa Perú 2008.
En la temporada 2012 logró situarse en el cuarto puesto de la Liga Distrital del Callao, no obstante, fue invitado a participar a la Departamental del Callao. Fue asignado al Grupo C donde enfrentó a Pascual Farfán y América Latina terminando los tres equipos con el mismo puntaje. Tras el retiro de Pascual Farfán  definió la clasificación para la siguiente fase de la departamental ante  América Latina donde perdió 3-0 y fue eliminado.
Durante la temporada 2013 el club logró el tercer puesto, pero por motivos económicos desistió en participar en la Interligas Chalacas. Ante este hecho, el club dejó su vacante al Deportivo La Punta FC. El Deportivo Sima alcanzó el cuarto lugar de la liga para la temporada 2015. En 2016 el club no participó en la Primera Distrital del Callao retornando en el torneo siguiente donde no pudo clasificar al Interligas chalaco. En 2019 no se presentó en el campeonato distrital y desde entonces no participa en torneos oficiales.

## Sede

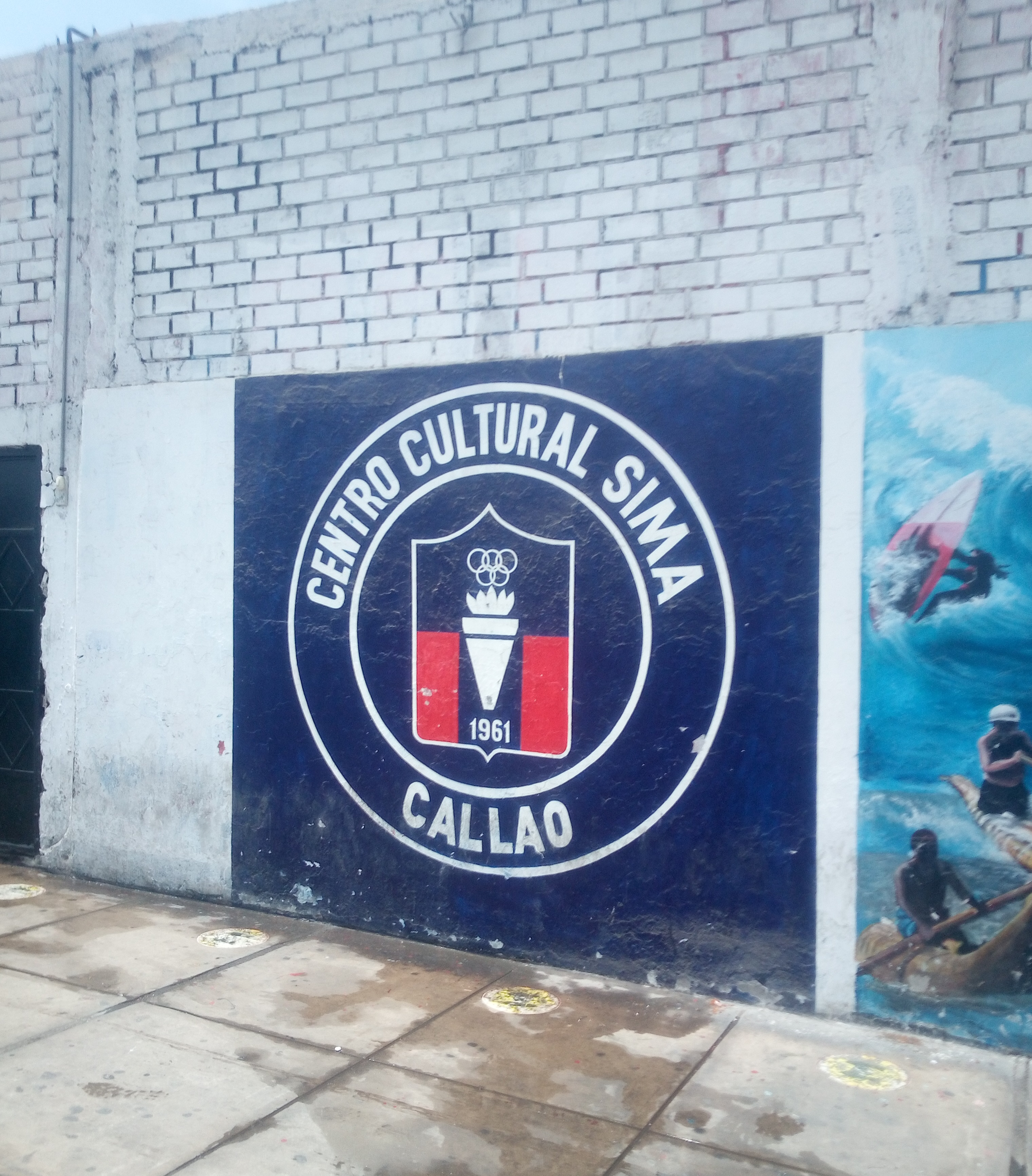
Escudo del club en el frontis del local actual.

Desde la década de 1970 hasta mediados de los años 1980, el club tuvo su sede institucional ubicada en la cuadra 14 de la avenida Sáenz Peña en el Callao. 
En la actualidad cuenta con instalaciones en el jirón Marco Polo 188, esquina con el jirón Colón, también en el Callao.

## Uniforme
- Uniforme titular: Camiseta azul con franjas verticales rojas, pantalón azul, medias azules.
- Uniforme alternativo: Camiseta naranja, pantalón blanco, medias blancas.

#### Titular
| Titular 1 | Titular 2 | Titular 3 | Titular 4 | Titular 5 | Titular 6 |  |

#### Alterno
| Alterno 1 | Alterno 2 | Alterno 3 | Alterno 4 | Alterno 5 | Alterno 6 |  |

## Datos del club
- Temporadas en Primera División: 3 (1970, 1972 y 1973).[5]
- Temporadas en Segunda División: 3 (1968, 1969 y 1971).

## Jugadores
- Luis Ubillus
- Alfonso Álvarez
- José Costa
- Gustavo Marrufo
- Enrique Sánchez.
- Carlos Ávalos
- Luis Moyano
- Luis Quiles
- Vicente Sánchez
- Héctor Santos
- Carlos Salinas
- Tito Morinaga
- Víctor Salinas
- Moisés Chumpitaz
- Walter García
- Juan Eliseo Wan Garro
- Matías Quintos

## Entrenadores
| - Jorge Chávez Fernández (1969-1970) - Mario Gonzales (1971) - Alfonso Huapaya (1971) - Diego Agurto (1972) - José Chiarella (1972) | - Pedro Valdivieso (1973) - Moisés Barack (1973) - Jorge Chávez Fernández (1974-1975) - Moisés Barack (1975) - David Zuluaga (2006) |

## Palmarés

### Torneos nacionales (2)
| Competición nacional            | Títulos     | Subcampeonatos |
| ------------------------------- | ----------- | -------------- |
| Segunda División del Perú (2/0) | 1969, 1971. |                |

### Torneos regionales
- Liga Departamental del Callao (4): 1976, 1978, 1982, 2006. (Récord compartido)
- Liga Amateur del Callao (2): 1967, 1974.
- Liga Distrital del Callao (6): 1976, 1982, 1990, 1999, 2006, 2009.
- Subcampeón de la Liga Departamental del Callao (3): 1977, 1985, 2003.
- Subcampeón de la Liga Distrital del Callao: 1985, 1987, 2000, 2001, 2008, 2010.